# Microsoft Band
Microsoft Band (преведено от английски: Майкрософт Гривна) е смарт устройство, което може да измерва пулса, да проверява изгорените калории, упражненията които правите, стъпките, съня, бягане или друга физическа дейност. Можете също така да проследявате пътуването си, да измервате UV индекса и др.

## История
Microsoft Band беше обявен от Microsoft на 29 октомври 2014 г. и пуснат в ограничени количества в САЩ на следващия ден. Първоначално Bandът се продаваше изключително на уебсайта на Microsoft Store и местата за продажба на дребно; поради неочакваната си популярност, той беше разпродаден още в първия ден, когато беше пуснат на пазара, и беше в недостиг през сезона на празничното пазаруване през 2014 г.
Производството беше засилено през март 2015 г., за да се увеличи наличността, няколко месеца след пускането на Android Wear , но преди Apple Watch . Наличността беше разширена в САЩ, за да включи търговците на дребно Amazon , Best Buy и Target . На 15 април 2015 г. Microsoft Band беше пуснат в Обединеното кралство на цена от £169,99 и наличен за закупуване през Microsoft Store или от избрани партньори.

## Характеристики
Групата на Microsoft включва десет сензора, въпреки че само осем са документирани на продуктовата страница на Microsoft:
1. Оптичен монитор за пулс
2. Триосен акселерометър
3. Жирометър
4. GPS
5. микрофон
6. Сензор за околна светлина
7. Галванични сензори за реакция на кожата
8. UV сензор
9. Сензор за температура на кожата
10. Капацитивен сензор

Батерията на Band можеше да работи два дни при пълно зареждане, и устройството частично разчиташе на придружаващото си приложение Microsoft Health , което беше достъпно за операционни системи, започващи с Windows Phone 8.1 , Android 4.3+ и iOS 7.1 + , ако Bluetooth е бил наличен.
Въпреки че е проектиран като фитнес тракер, Bandът имаше множество функции, подобни на смарт часовник, като вградени приложения (наречени плочки) като Exercise, UV, Alarm & Timer, Calls, Messages, Calendar, Facebook, Weather и др.
Band работи с всяко устройство с Windows Phone 8.1 . Ако е сдвоена с устройство с Windows Phone 8.1 Update 1, Cortana също може да бъде налична, въпреки че някои функции все още изискват директно използване на сдвоения телефон. Тази актуализация 1 беше включена във фърмуера на Lumia Denim за телефони на Microsoft Lumia . Потребителите могат да преглеждат последните си известия на телефона си, като използват плочката на Центъра за известия.
Устройството функционираше като начин за популяризиране на софтуера на Microsoft и лицензирането му на разработчици и OEM производители.